# Opération Rheinübung
Pendant la bataille de l'Atlantique
L'opération Rheinübung désigne la sortie en Atlantique opérée par le cuirassé Bismarck et le croiseur lourd Prinz Eugen, du 18 au 27 mai 1941. Elle a pour but de perturber les convois alliés ravitaillant le Royaume-Uni. Les Alliés se lancent à leur poursuite : après avoir coulé le HMS Hood et endommagé le HMS Prince of Wales, le Bismarck est finalement coulé et le Prinz Eugen parvient à rejoindre le port de Brest.

## Contexte
Pendant la Première puis la Seconde Guerre mondiale, un grand nombre de navires marchands ravitaillait la Grande-Bretagne en nourriture et en matières premières. Si ce ravitaillement venait à être rompu, le Royaume britannique devait alors soit demander la paix, soit négocier un armistice, permettant dans ce cas à l'Allemagne d'utiliser les îles britanniques comme base d'opérations maritimes vers l'Europe occidentale et donnant à l'Allemagne, la maîtrise complète de l'Europe occidentale.
L'amiral Erich Raeder convainc l'OKW et Hitler que la Grande-Bretagne devrait être vaincue, en réalisant un blocus avec des croiseurs, croiseurs de bataille, cuirassés rapides et soutenus par des sous-marins.
L'opération Rheinübung est la dernière d'une série de raids sur les navires alliés effectués par des unités de surface de la Kriegsmarine. Elle a été précédée par l'opération Berlin, une sortie très réussie du Scharnhorst et du Gneisenau qui s'est terminée en mars 1941.
Lourdement bombardés et endommagés par la Royal Air Force, les cuirassés Scharnhorst et Gneisenau se trouvaient en réparation à Brest en mai 1941, continuant toutefois de menacer les convois de l'Atlantique.
Le plan initial de l'opération Rheinübung, était d'impliquer les deux navires dans l'opération, avec le cuirassé Bismarck et le croiseur lourd Prinz Eugen afin qu'ils pénètrent dans l'Atlantique et attaquent les navires alliés. Les ordres du grand amiral Erich Raeder à l'amiral Günther Lütjens étaient que « l'objectif du Bismarck n'est pas de vaincre des ennemis de force égale, mais de les attacher dans une action retardatrice, tout en préservant autant que possible sa capacité de combat, de manière à permettre au Prinz Eugen de pénétrer à travers les navires marchands du convoi » et « La cible principale de cette opération est la marine marchande ennemie ; les navires de guerre ennemis ne seront engagés que lorsque cet objectif le rendra nécessaire et pourra se faire sans risque excessif ».
Pour soutenir et fournir le ravitaillement aux deux navires, le commandement naval allemand (OKM) établit un réseau de pétroliers et de navires ravitailleurs dans la zone opérationnelle de l'opération. Ainsi sept navires pétroliers et deux navires de ravitaillement sont envoyés vers l'ouest du Labrador et au sud des îles du Cap-Vert.
Lütjens avait demandé à Raeder de retarder l'opération Rheinübung pour que le Scharnhorst et le Gneisenau achèvent leurs réparations pour un rendez-vous en mer avec Bismarck et Prinz Eugen et pour que le Tirpitz puisse les accompagner. Raeder avait refusé, car le Scharnhorst et le Gneisenau ne seraient pas prêts avant début juillet et l'équipage du Tirpitz n'était pas encore entièrement formé.
Pour faire face à la menace allemande, les Britanniques avaient stationné à Scapa Flow les cuirassés King George V et Prince of Wales ainsi que le croiseur cuirassé Hood et le nouveau porte-avions Victorious. Ailleurs, la Force H à Gibraltar pouvait aligner le croiseur de bataille Renown et le porte-avions Ark Royal ; dans l'Atlantique les cuirassés Revenge, Rodney et Ramillies et le cuirassé croiseur Repulse pouvaient être disponibles sans compter les croiseurs et les patrouilles aériennes qui fournissaient les « yeux » de la Royal Navy qui escortaient 11 convois, dont un convoi de troupes.
L'OKM n'a pas pris en compte la détermination de la Royal Navy à détruire, coûte que coûte, la flotte de surface allemande. Pour s'assurer que le Bismarck serait coulé, la Royal Navy avait impitoyablement dégarni d'autres théâtres d'action, comprenant l'allègement des escortes des convois. Les Britanniques déploieront finalement six cuirassés, trois croiseurs de bataille, deux porte-avions, 16 croiseurs, 33 destroyers et huit sous-marins, ainsi que des avions de patrouille. Ce sera la plus grande force navale engagée dans une seule opération à cette date.

## Déroulement

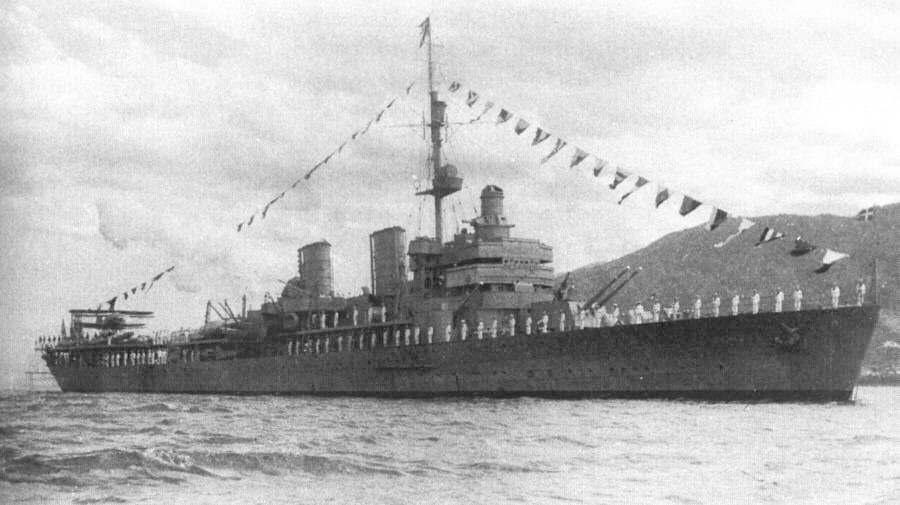
Le croiseur neutre suédois qui signale la présence du Prinz Eugen et du Bismarck

Le 18 mai 1941 à 21 h, le croiseur lourd Prinz Eugen suivi à 2 h du matin le 19 mai par le Bismarck quittent, séparément, Gotenhafen (aujourd'hui Gdynia en Pologne), sous l'escorte des destroyers Z 10 Hans Lody, Z 16 Friedrich Eckoldt, Z 23 (de), ainsi que des Sperrbrecher 13 et 31 et de la 5e flottille de dragueurs de mines, pour rejoindre leur point de rendez-vous situé au large du cap Arkona sur l'île de Rügen dans la mer Baltique occidentale, puis traversent les îles danoises jusqu'au Kattegat. Le 20 mai, en entrant dans le Kattegat, le Bismarck et le Prinz Eugen naviguent vers le nord en direction du Skagerrak, un détroit situé entre le Jutland et le sud de la Norvège, où ils sont aperçus par le croiseur neutre suédois Gotland qui transmet son observation dans un rapport de routine.
Le 21 mai, la Royal Navy est alertée par des sources du gouvernement suédois que deux grands navires de guerre allemands ont été vus dans le Kattegat. Après être entrés dans la mer du Nord, les navires se réfugient brièvement, le 21 mai, dans le Grimstadfjord (en) près de Bergen, en Norvège, où le Prinz Eugen est ravitaillé en carburant, avant de repartir le lendemain. À ce moment-là, le Hood et le Prince of Wales, avec des destroyers d'escorte, étaient en route vers le détroit du Danemark, où deux croiseurs, Norfolk et Suffolk, patrouillaient déjà. Les croiseurs Manchester et Birmingham sont alors envoyés pour garder les eaux au sud-est de l'Islande.
Une fois le départ des navires allemands découvert, l'amiral Sir John Tovey, commandant en chef de la British Home Fleet, envoie le King George V, le Victorious et leurs escortes pour soutenir les navires qui étaient déjà en mer, le Repulse rejoignant peu après.
Le soir du 23 mai, le Suffolk aperçoit les Bismarck et Prinz Eugen dans le détroit de Danemark, près de la côte du Groenland ; il cherche immédiatement à se cacher dans un banc de brouillard et alerte l'Amirauté. Le Bismarck ouvre le feu sur le Norfolk situé à une distance de six milles marins, mais celui-ci parvient à s'échapper dans le brouillard. Le Norfolk et le Suffolk suivent alors les navires allemands à l'aide d'un radar. La canonnade ayant endommagé le radar du Bismarck, le Prinz Eugen est obligé de se placer devant le Bismarck. Dès que les navires allemands ont été aperçus, les groupes navals britanniques sont immédiatement redirigés pour intercepter les deux navires allemands et pour couvrir un convoi de troupes.

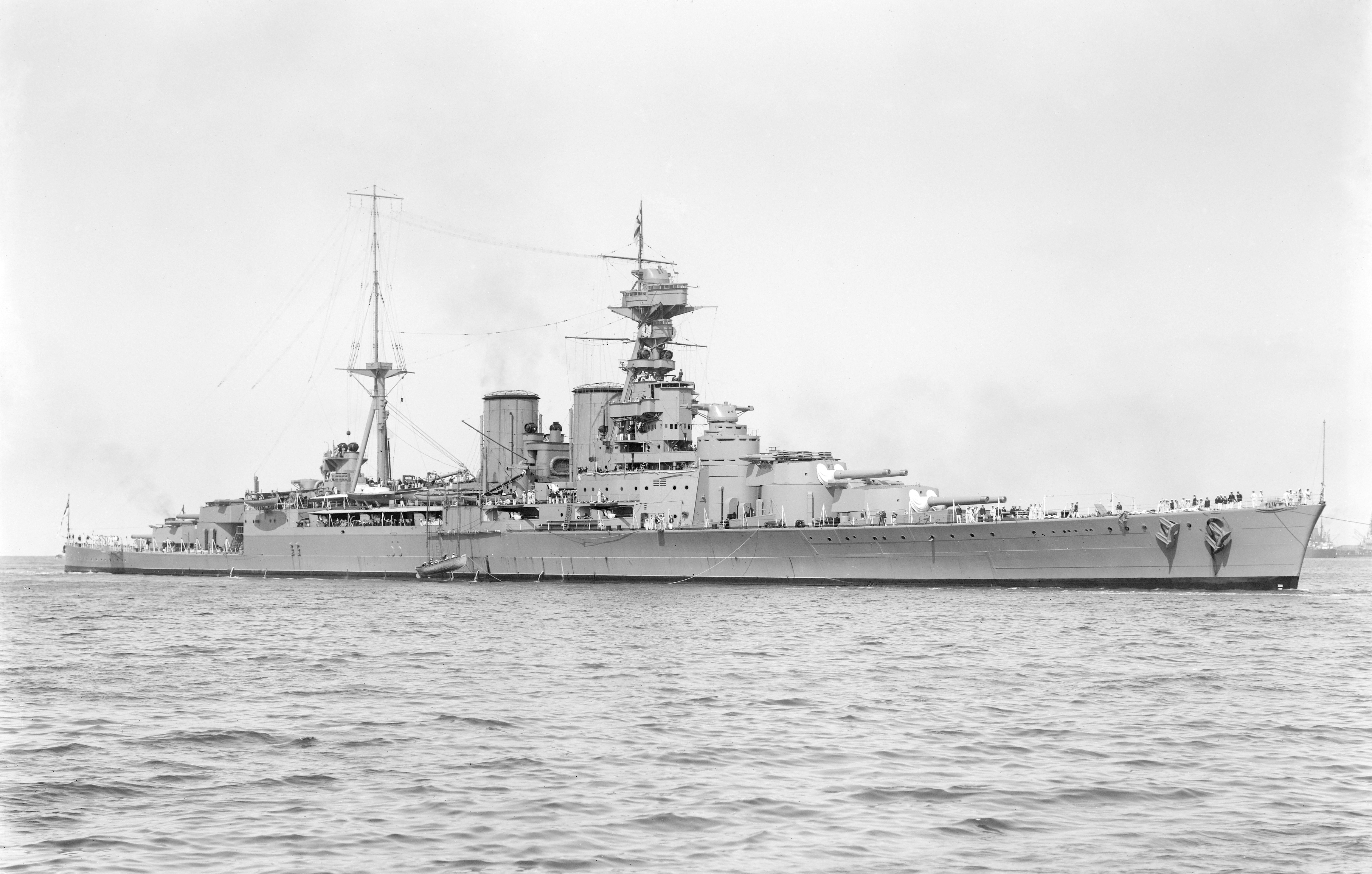
Le croiseur de bataille qui sera coulé par le Bismarck

Les ayant repérés le 24 mai à 2 h 45 du matin, le Hood et le Prince of Wales prennent contact avec les forces allemandes. À 5 h 52, la bataille est engagée; les combattants étant distants d'environ 23 000 mètres. Les artilleurs des deux navires britanniques ciblent le Prinz Eugen qui était désormais en tête au lieu du Bismarck. Pendant ce temps, les deux navires allemands concentrent leurs tirs sur le Hood ; celui-ci explose vers 6 h du matin après le coup direct d'un obus du Bismarck au niveau de la soute à munitions. Une formidable explosion brise en deux le grand croiseur de bataille qui a coulé en quelques minutes. Les 1 417 hommes, y compris le contre-amiral Lancelot Holland commandant de l'escadre meurent, à l'exception de trois survivants. Malgré cette perte, le Prince of Wales poursuit le combat, mais ayant subi plusieurs coups avec des obus de 38 cm (15 pouces) et 20,3 cm (8 pouces), il connait plusieurs pannes mécaniques répétées avec son armement principal, obligeant le navire à finalement battre en retraite sous le couvert d'un écran de fumée.
Le cuirassé allemand fut touché deux (ou peut-être trois) fois par les canons de 14 pouces (356 mm) du Prince of Wales. Le capitaine du Bismarck, Ernst Lindemann, qui voulait poursuivre le Prince of Wales pour l'achever, fut contraint de stopper la poursuite. En effet, l'un des coups avait pénétré la coque du cuirassé près de la proue, rompant certains de ses réservoirs de carburant, lui causant des fuites d'huile en continu. Ces avaries obligeaient le Bismarck à se diriger vers le port de Brest au lieu de s'échapper au large, dans l'Atlantique. La traînée noire qui résulta de ces avaries aida grandement les croiseurs britanniques à le pourchasser.
Le Norfolk, le Suffolk et le Prince of Wales, endommagés, ont continué de suivre les navires allemands, signalant leur position pour attirer les forces britanniques sur les lieux. En réponse, il fut décidé que le Prinz Eugen, qui était toujours en bon état, continuerait le raid, tandis que Bismarck abandonnerait la poursuite. Parallèlement, l'amiral Dönitz ordonna à l'ensemble des sous-marins disponibles dans l'Atlantique de faire route pour soutenir le Bismarck, en organisant deux lignes de patrouille pour piéger la Home Fleet si le Bismarck conduisait ses poursuivants vers eux. Une ligne de 7 bateaux était alignée au milieu de l'Atlantique tandis qu'une autre, de 8 bateaux, était stationnée à l'ouest du golfe de Gascogne. Le 24 mai à 18 h 40, le Bismarck ouvre le feu pour couvrir l'évasion du Prinz Eugen qui s'éloigne en bon état.
À 22 h, le Victorious qui était à 120 miles (190 km) lance une attaque aérienne avec neuf bombardiers torpilleurs Fairey Swordfish, guidés par le Norfolk. En raison du mauvais temps et de la défense anti-aérienne du Bismarck, une seule torpille parvient à toucher le navire, sans causer de dommages importants. L'ensemble des avions attaquants ont tous été récupérés par le Victorious.

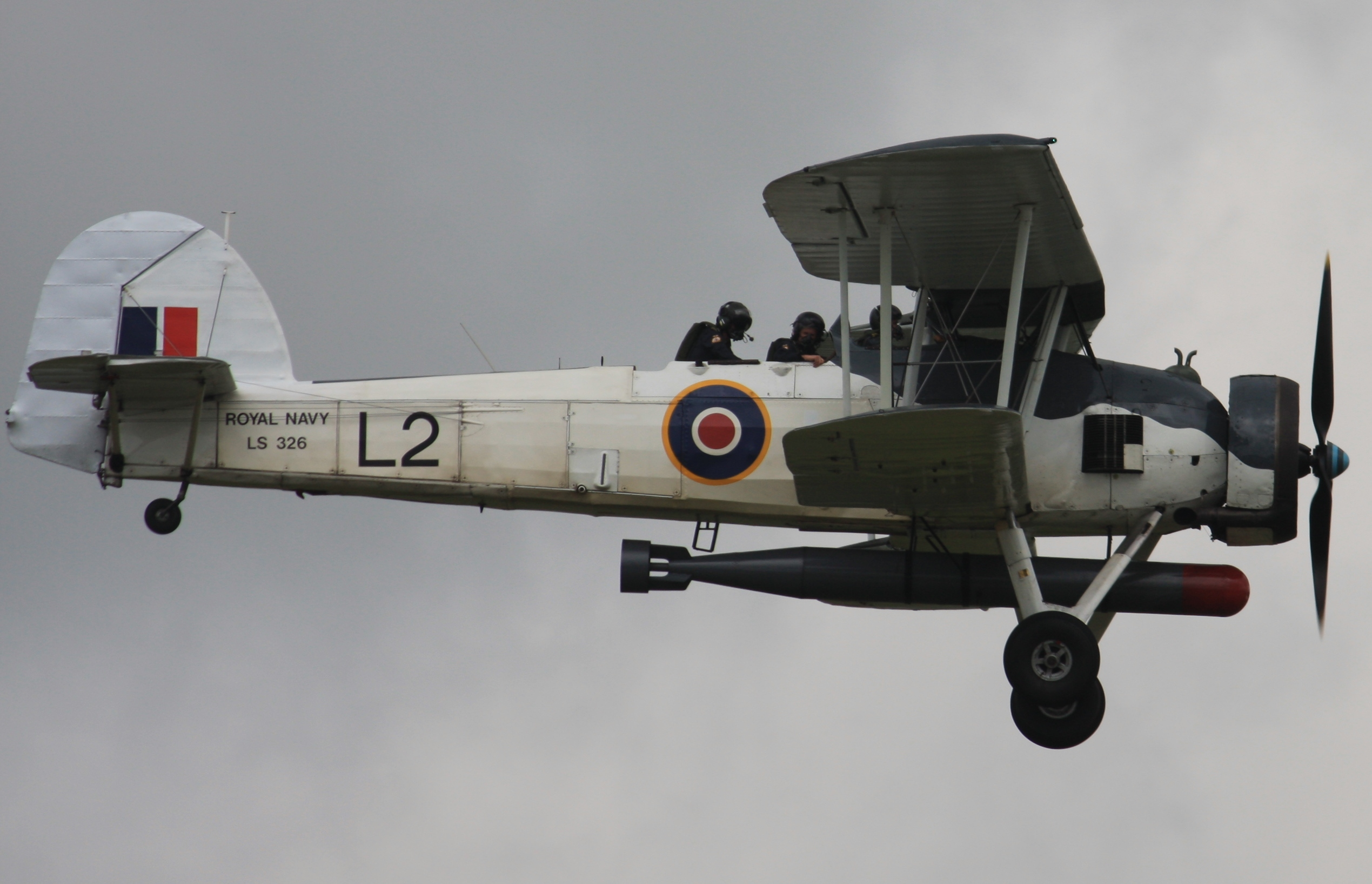
Un bombardier torpilleur Fairey Swordfish qui attaqua le Bismarck

Le 25 mai, à 3 h du matin, les navires britanniques perdent le contact avec le Bismarck, et, pensant qu'il reviendrait en mer du Nord, se dirigent en conséquence. N'ayant pas réalisé qu'il avait semé ses poursuivants, Lütjens rompt le silence radio en envoyant un long message en Allemagne, permettant aux Britanniques de trianguler la position approximative du Bismarck et d'envoyer des avions pour chasser le cuirassé allemand. À 23 h, Lütjens était bien à l'est des forces de Tovey et avait réussi à échapper au Rodney. À court de carburant, en raison du coup dévastateur infligé par le Prince of Wales, le Bismarck avait toutefois encore assez de vitesse pour distancer les unités lourdes de la Home Fleet pour atteindre la sécurité des côtes françaises. Mais, du sud, la Force H de l'amiral Somerville avec le porte-avions Ark Royal, le croiseur de bataille Renown et le croiseur léger Sheffield s'approchait pour l'intercepter.
Les navires britanniques commençaient également à manquer de carburant, et la fuite du Bismarck semblait de plus en plus certaine. Cependant, à le 26 mai 10h30, un hydravion PBY Catalina, basé à Lough Erne, en Irlande du Nord, repère le Bismarck, qui était à 700 miles (1 100 km) de Brest et hors de portée de la couverture aérienne de la Luftwaffe.

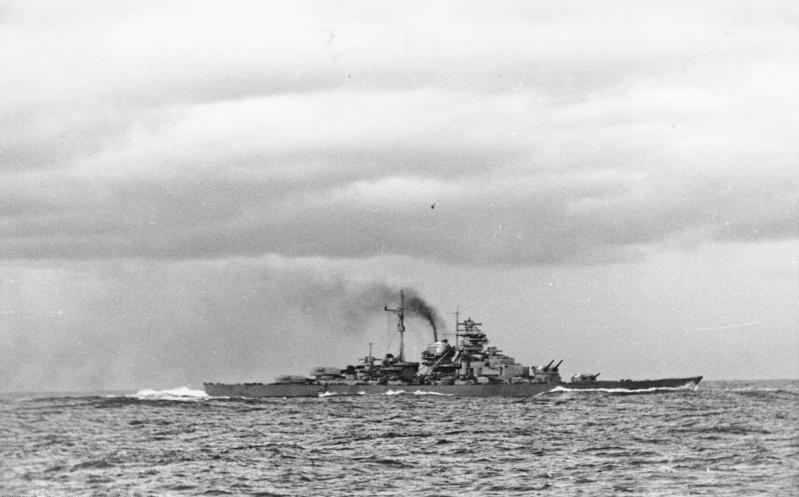
Le Bismarck photographié depuis le Prinz Eugen après la bataille du détroit du Danemark.

Le contact est confirmé par deux Fairey Swordfish de l‘Ark Royal qui lance aussitôt une frappe aérienne, mais les pilotes, ignorant la proximité du Sheffield avec le Bismarck, confondent le croiseur britannique avec le cuirassé allemand et l'ont donc immédiatement attaqué. Leurs torpilles avaient été équipées de détonateurs magnétiques, plusieurs d'entre elles explosèrent prématurément, d'autres ratèrent leur cible avant que l'attaque ne soit interrompue.
Malgré des conditions météorologiques très mauvaises pour les opérations aériennes, l'Ark Royal lance une deuxième frappe composée de 15 Fairey Swordfish, équipés de torpilles avec détonateurs de contact standard et fiables qui obtiennent deux ou trois coups sur le navire allemand, dont l'un a infligé des dégâts critiques à sa direction. Le gouvernail étant coincé, cela signifiait maintenant qu'il ne pouvait plus se diriger vers sa destination prévue : Brest. À minuit, Lütjens signale à son quartier général: « Navire non manœuvrant. Nous nous battrons jusqu'au dernier obus. Vive le Führer. »
Le 27 mai à 8 h 47, les cuirassés Rodney et King George V ouvrent le feu, frappant le Bismarck. Les canonniers allemands répliquent mais ratent le Rodney, les navires britanniques ayant réduit au silence la plupart des canons allemands. Malgré les tirs à courte portée du Rodney, et de nombreux incendies, le Bismarck ne coule pas.
Selon les relevés sous-marins de ces dernières années, les canons britanniques n'ont réalisé que quatre pénétrations du blindage du Bismarck, deux à travers la ceinture de blindage supérieure du côté tribord, du King George V et deux du côté bâbord, du Rodney. Ces quatre coups sont survenus vers 10 h du matin, à bout portant, causant de lourdes pertes parmi l'équipage.
Presque à court de carburant, et conscients du risque d'éventuelles attaques de sous-marins allemands, les cuirassés britanniques rentrèrent au port. Le croiseur lourd Dorsetshire a attaqué avec des torpilles et a fait trois coups sûrs. Les marins allemands affirmèrent que le navire fut sabordé, et, à 10 h 40 le Bismarck chavira et coula. Le Dorsetshire et le destroyer Maori sauvèrent 110 survivants. Au bout d'une heure, les opérations de sauvetage ont été interrompues lorsqu'il a été fait état de la présence de sous-marins. Cinq autres survivants ont été récupérés par l'U-74 et le navire météorologique allemand Sachsenwald (en). Il y eut plus de 2 000 morts, dont le capitaine Lindemann et l'amiral Lütjens.
Après s'être séparé du Bismarck, le Prinz Eugen est allé plus au sud dans l'Atlantique, dans l'intention de poursuivre la mission de raid contre les navires marchands. Le 26 mai, avec seulement 160 tonnes de carburant restant, il fait le plein avec le pétrolier Spichern (de). Le 27 mai, le navire commence à avoir des problèmes de moteur qui ont empiré les jours suivants. Le 28 mai, il reçoit un nouveau ravitaillement du Esso Hamburg (en). Avec une vitesse réduite à 28 nœuds (52 km/h), il ne lui était plus possible de continuer. Il abandonna donc sa mission contre les navires de ravitaillement sans couler aucun navire marchand et se dirigea vers Brest, où il arriva le 1er juin 1941 et resta en réparation jusqu'à la fin de 1941. Il s'échappa du port de Brest le 11 février 1942 avec le Scharnhorst et le Gneisenau.
Dans l'action, seulement deux U-boote avaient aperçu les forces britanniques, et aucun n'a pu attaquer. Par la suite, les navires britanniques ont pu échapper aux lignes de patrouille à leur retour à la base. La Luftwaffe a également organisé des sorties contre la Home Fleet, mais aucune n'a réussi jusqu'au 28 mai, lorsque des avions de Kampfgeschwader 77 ont attaqué et coulé le destroyer Mashona.
La Royal Navy a fait un effort concerté pour chercher et trouver le réseau de navires ravitailleurs déployés pour ravitailler et réarmer les navires participant à l'opération Rheinübung. Le premier succès est venu le 3 juin, lorsque le pétrolier Belchen est découvert par les croiseurs Aurora et Kenya au sud du Groenland. Le 4 juin, le pétrolier Gedania (en) est retrouvé au milieu de l'Atlantique par le Marsdale, tandis qu'à 160 kilomètres à l'est le navire de ravitaillement Gonzenheim est capturé par le croiseur marchand armé Modèle:HMS Esperance Bay. Le même jour dans l'Atlantique Sud, à mi-chemin entre Belém et Freetown, à la limite la plus au sud de l'opération Rheinübung, le pétrolier Esso Hamburg (en) est intercepté par le croiseur London ; tandis que le lendemain, le London, accompagné du Brilliant, coule le pétrolier Egerland. Une semaine plus tard, le 12 juin, le pétrolier Friederich Breme est coulé par le croiseur Sheffield au milieu de l'Atlantique. Le 15 juin, le pétrolier Lothringen est coulé par le croiseur Dunedin, aidé par des avions de l'Eagle. En un peu plus de deux semaines, 7 des 9 navires de ravitaillement affectés à l'opération Rheinübung avaient été coulés, ce qui a eu de graves conséquences pour les futures opérations de surface allemandes.

## Conséquences
L'opération Rheinübung a été un échec, et bien que les Allemands aient connu un succès fortuit en coulant le croiseur de bataille HMS Hood, cela a été plus que compensé par la perte du cuirassé Bismarck, qui était le joyau de la Kriegsmarine. Aucun navire marchand n'a été coulé ni même aperçu par les unités de surface lourdes allemandes pendant ce raid de deux semaines. Les convois alliés n'ont pas été sérieusement perturbés, la plupart des convois ayant navigué conformément au calendrier et il n'y a eu aucune diminution des approvisionnements en Grande-Bretagne. En revanche, la campagne des U-boot de l'Atlantique a été perturbée, ceux-ci n'ayant coulé que 2 navires au cours des dernières semaines de mai, contre 29 au début du mois. À la suite du naufrage de Bismarck, Hitler a interdit toute autre sortie dans l'Atlantique, et son navire jumeau, le Tirpitz, a été envoyé en Norvège. La Kriegsmarine n'a plus jamais été en mesure de monter une opération de surface majeure contre les routes d'approvisionnement alliées dans l'Atlantique Nord. Désormais sa seule arme était la campagne des U-boot.